# Mocoa
Mocoa ist eine Gemeinde (municipio) und gleichzeitig die Hauptstadt des Departamento de Putumayo im südwestlichen Kolumbien nahe der Grenze zu Ecuador. Sie liegt etwa 600 km südwestlich von Bogotá und 140 km östlich der Großstadt Pasto im benachbarten Küstendepartamento Nariño.
Mocoa liegt im dichter besiedelten Westteil von Putumayo an der Ostabdachung der Ostkordillere unweit des Flusses Río Caquetá. Das Gemeindegebiet hat eine Fläche von etwa 1263 km².
Mocoa ist gemeinsam mit Sibundoy Sitz des Bistums Mocoa-Sibundoy.

## Geographie
Mocoa liegt im Norden von Putumayo in der Subregion Medio Putumayo auf einer Höhe zwischen 400 und 3200 Metern. Durch die Gemeinde fließen der Río Mocoa und der Río Cascabel. Die Gemeinde grenzt im Norden an Santa Rosa im Departamento del Cauca und an El Tablón de Gómez im Departamento de Nariño, im Osten an Santa Rosa und Piamonte in Cauca sowie an Puerto Guzmán, im Süden an Puerto Caicedo und Villagarzón und im Westen an San Francisco und Sibundoy.

## Bevölkerung
Die Gemeinde Mocoa hat 45.589 Einwohner, von denen 38.152 im städtischen Teil (cabecera municipal) der Gemeinde leben (Stand: 2019).

## Geschichte
Mocoa wurde 1563 von Gonzalo de Avendaño auf indigenem Gebiet gegründet. Der Ort wurde 1683 von Indigenen niedergebrannt und daraufhin an seinen heutigen Ort verlegt. Im 19. Jahrhundert wurde Mocoa zum Zentrum des Handels von Chinarinde, Naturkautschuk und Salz. Seit 1958 hat Mocoa den Status einer Gemeinde. Mit Gründung der Intendencia de Putumayo wurde Mocoa zur Hauptstadt. Dieser Status blieb auch bestehen, als Putumayo 1991 zum Departamento erhoben wurde.
Sintflutartige Regenfälle lösten in der Nacht vom 31. März zum 1. April 2017 eine Schlammlawine aus. Der Fluss Mocoa und seine Zuflüsse traten über die Ufer und verursachten große Zerstörungen. Fast die Hälfte der Gebäude und 17 Stadtteile wurden zerstört. Mindestens 280 Menschen starben und mehrere hundert wurden verletzt.

## Wirtschaft
Die wichtigsten Wirtschaftszweige von Mocoa sind Landwirtschaft und Rinderproduktion. Es werden Mais, Bananen, Maniok, Zuckerrohr für Panela, Ananas und Zitruspflanzen angebaut. In kleinerem Umfang findet auch Handel statt.

## Infrastruktur
Mocoa verfügt über keinen Flughafen. Die nächsten Flughäfen liegen in Villagarzón und Puerto Asís. Erst 2002 wurde eine asphaltierte Straße fertiggestellt, die Mocoa und Putumayo mit dem Inneren des Landes verbindet und von San Miguel an der ecuadorianischen Grenze über Mocoa nach Pitalito führt. Von dort führt die Straße weiter nach Neiva und Bogotá. Eine Straße in schlechtem Zustand führt zudem nach Pasto.